# Crellastrina
Crellastrina is een geslacht van sponsdieren uit de klasse van de Demospongiae (gewone sponzen).

## Soort
- Crellastrina alecto (Topsent, 1898)